# Apophylia maculicollis
Apophylia maculicollis es un coleóptero de la familia Chrysomelidae.
Fue descrita científicamente por primera vez en 1895 por Jacoby.